# Nanga Parbat
Nanga Parbat (urdsky نانگا پربت‎, Nāngā Parbat; někdy nazývaný také urdsko-anglicky Nangaparbat Peak – Štít Nangaparbat nebo Diamir) je devátá nejvyšší hora světa a druhá nejvyšší hora Pákistánu. Název pochází z urdštiny/hindštiny a lze jej přeložit jako „Nahá hora“.
Hora leží v Pákistánem spravované (a Indií nárokované) části Kašmíru, v Gilgitu-Baltistánu. Je nejzápadněji položenou osmitisícovkou, na samém západním konci pohoří Himálaj. Od ostatních himálajských osmitisícovek je více než 1100 km vzdálena, podstatně blíže se nachází ke skupině osmitisícových vrcholů Karákóramu (asi 200 km vzdušnou čarou). Díky této odlehlosti má vysokou prominenci – druhou nejvyšší z osmitisícovek (po Mount Everestu).
Z Nanga Parbatu sbíhají tři hřebeny – východní, severozápadní a jihozápadní – oddělující tři stěny (severní – Rakhiot, západní – Diamir a jižní – Rupal). Jižní stěna je s převýšením 4600 m nejvyšší na světě. Údolí řeky Indus Nanga Parbat převyšuje o 7000 m na 27 km vzdálenosti.

## Historie výstupů
Nanga Parbat je první osmitisícovkou, na kterou se člověk pokusil vystoupit (1895, vedoucí Albert Mummery). Od té doby až do prvovýstupu v roce 1953 si hora vyžádala 31 lidských životů.

### První pokusy
Albert F. Mummery, jeden z nejlepších alpinistů své doby, dorazil v létě 1895 nejprve pod jižní stěnu hory, která ho ohromila svou obrovitostí. Doprovázen nosiči z nepálského kmene Gurkha a Georgem Brucem později našel cestu do údolí Diamir pod západní stěnu. Po pilíři uprostřed stěny (dnes nese jeho jméno) vystoupil do výšky 6100 m (tedy do poloviny stěny). Poté se dvěma Gurkhy začal stoupat k průsmyku Diama v SZ hřebeni, aby přešel do údolí Rakhiot na severu hory. Cestou zmizeli beze stop.
Ve 30. letech se pokoušely o výstup čtyři německé (případně německo-rakouské) expedice (1932, 1934, 1937 a 1938), které našly výstupovou cestu z údolí Rakhiot k východnímu hřebeni, ve kterém je Rakhiotský štít (7070 m). Od něj trasa pokračuje po hřebeni přes Stříbrné sedlo (7450 m) ležící mezi dvěma vedlejšími vrcholy hory. Celkově je výstup dlouhý 16 km a v případě změny počasí trvá sestup příliš dlouho. Kromě toho překonává lavinové svahy, což se německým expedicím stalo osudným. Při prvním pokusu (1932) našli Němci cestu k V hřebeni a dosáhli 7000 m bez ztrát na životech. Během druhé výpravy vystoupili Rakušané Erwin Schneider a Peter Aschenbrenner až do 7800 m. Poté se strhla týdenní bouře, ve které přišlo o život vyčerpáním šest šerpů a tři Němci. Následující expedici (1937) zasypala téměř celou lavina – na místě zemřelo 16 lidí. Poslední expedice na této trase v roce 1938 měla k dispozici dokonce letadlo Junkers Ju 52, které shodilo zásoby do 7500 m, ale do této výšky výprava nevystoupila.
V roce 1939 přišla pod Nanga Parbat malá německo-rakouská výprava, která po neúspěších na severní straně hory měla nalézt možnosti výstupu západní stěnou. Výprava objevila trasu v levé části stěny, která se mnohem později stala známá jako Kinshoferova cesta a dnes je nejpoužívanější trasou k vrcholu hory. Během návratu zpět do Německa vypukla druhá světová válka a členové expedice byli internováni v zajateckém táboře v Déhrádúnu v Indii. Heinrich Harrer později spolu s dalšími zajatci uprchl do Tibetu, kde se stal poradcem dalajlámy a zůstal zde až do roku 1950, kdy Tibet anektovala čínská armáda. Svůj příběh popsal v úspěšné knize Sedm let v Tibetu.
Po válce – v zimě 1950 – se pokusili o výstup hřebenem tři Angličané. Po týdnu se jeden z nich (Marsh) vrátil s omrzlinami, zbylí dva (Thornley a Crace) jsou dodnes nezvěstní. I když to nebylo záměrem, jedná se o první pokus o zlezení osmitisícovky v zimě.

### Prvovýstup
Prvovýstup se podařil až německo-rakouské expedici roku 1953, kdy na vrchol vystoupil 3. července 1953 Rakhiotským (východním) hřebenem rakouský horolezec Hermann Buhl. Svým 41hodinovým sólovýstupem bez kyslíkového přístroje překonává 1200 m převýšení k vrcholu Nanga Parbatu trasou neúspěšných expedic z 30. let. Během sestupu byl nucen strávit krušnou noc vestoje blízko pod vrcholem, čímž se stal první člověkem, který přežil otevřený bivak v 8000 metrech nad mořem. Během něj utrpěl omrzliny, pro které mu byly amputovány dva prsty na nohou. Ze sportovního hlediska se jednalo o zcela mimořádný výkon, který předběhl svoji dobu. Tehdy byl však Buhlův výstup označován za velmi riskantní a nezodpovědný, neboť šlo o svévolný čin vymykající se tehdejšímu expedičnímu pojetí dobývání vrcholů.

### Další výstupy
- 1962 – Kinshoferova cesta. Další německá výprava se pokouší o výstup cestou v levé části západní stěny objevenou roku 1939. V roce 1961 zde dosahují 7100 m,o rok později výstup dokončuje trojice Toni Kinshofer, Anderl Mannhardt a Siegfried Löw, který však zemřel při sestupu.

Druhý výstup touto cestou se podařil rakouské výpravě v roce 1978 a Kinshoferova cesta se stala klasickou trasou k vrcholu.
Kinshoferovou cestou vystoupila na Nanga Parbat také první žena – Francouzka Liliane Barrard se svým manželem Mauricem v roce 1984. V dalších letech ji následovalo dalších 22 horolezkyň (k roku 2009). Tři z nich – Anna Czerwinska, Krystyna Palmowská a Wanda Rutkiewiczová z Polska – v samostatném výstupu bez podpory nosičů.
- 1970 – Rupalská stěna. Po dvou pokusech v letech 1965 a 1968 další německá expedice zlézá obrovskou jižní stěnu hory. Na vrchol vystupují bratři Reinhold a Günther Messnerovi. Na sestupu bivakují v 7800 m na JZ hřebeni, odkud sestupují během dalších dvou dnů Mummeryho pilířem ve středu západní stěny. Na úpatí hory Günthera Messnera zasypala lavina (jeho tělo bylo nalezeno až v roce 2005). Reinhold jej celý další den hledal, než se vydal na cestu do údolí. Později jej zachránili místní obyvatelé před vyčerpáním.

Druhý den po bratrech Messnerových vystoupili na vrchol ještě Felix Kuen a Peter Scholz. O tomto výstupu pojednává film Nanga Parbat.
- 1971 – českoslovenští horolezci (Ivan Fiala, Michal Orolin) první zopakovali výstup Hermana Buhla po severozápadním úbočí (Rakhiot).

Druhý a zatím poslední výstup touto cestou se zdařil jihokorejské expedici v roce 2005.
- 1976 – Schellova cesta. Po dvou neúspěšných německých výpravách (1975, 1976) přichází v létě čtyři Rakušané a daří se jim pátý výstup na Nanga Parbat. Na vrchol vystupují Hans Schell, Robert Schauer, Siegfried Gimpel a Hilmar Sturm. Jejich výstup později opakuje pět dalších výprav. Vede levou částí jižní stěny do sedla Mazeno (6 940 m) a JZ hřebenem.

- 1978 – Reinhold Messner vystupuje podruhé na Nanga Parbat zcela sám a novou cestou v pravé části Z stěny. Třetí den výstupu dosahuje vrcholu hory poté, co zažil ve stěně zemětřesení. Čtvrtý den sestupuje opět novou cestou ledovým žlabem vpravo od Mummeryho pilíře. Daří se mu tak vůbec první sólový výstup alpským stylem na osmitisícovku.

- 1978 – Slovenská expedice podniká prvovýstup na severní vrchol hory (7 816 m) levou částí Z stěny.

- 1982 – JV pilíř k jižnímu vrcholu. Z mezinárodní expedice vystupuje Rakušan Uli Buhler na jižní předvrchol Nanga Parbatu (8046 m), kde JV hřeben kulminuje s JZ hřebenem, otevírá tak devátou trasu na Nanga Parbatu.

- 1985 – JV pilíř kompletní. Poláci Zygmunt Heinrich, Slawomir Lobodzinski, Jerzy Kukuczka a Mexičan Carlos Carsolio opakují Buhlerovu trasu pilířem až k vrcholu hory. Kukuczka přežil při sestupu 600m pád.

- 1995 – SV žebro. Tři horolezci japonské expedice vystupují na Nanga Parbat novou cestou SV pilířem vpravo od trasy Hermanna Buhla, na kterou se jejich výstup napojuje ve Stříbrném sedle (7450 m).

- 2000 – Reinhold Messner, Hubert Messner, Hanspeter Eisendle a Wolfgang Tomaseth stoupají vlevo od slovenské cesty podél SZ hřebene, do které se napojují v 7 500 m na vrcholovém hřebeni severního vrcholu. Zde výstup ukončují.

- 2003 – Tom and Martina route. Novou cestu Z stěnou na Nanga Parbat zlézá sólo alpským stylem Jean-Christophe Laffaile. V 7500 m se jeho výstup napojuje do Kinshoferovy cesty.

- 2005 – Centrální pilíř J stěny. Steve House a Vince Anderson zlézají za šest dní Nanga Parbat novou cestou alpským stylem. Jejich výstup je označován za jeden z nejlepších v himálajské historii.

- 2008 – S stěna. Italové Simon Kehrer a Walter Nones zlezli poprvé S stěnu hory pilířem Val Fiemme. Po prvním neúspěšném pokusu, při kterém byl zabit lavinou jejich spolulezec Karl Unterkircher, se do stěny vrátili a zlezli ji. Po dosažení horního okraje stěny v 7500m nepokračovali k vrcholu, ale rozhodli se pro sestup Buhlovou cestou (1953). Po zvratu počasí byli nakonec z výšky 5700m zachráněni vrtulníkem.

- 2012 – Hřeben Mazeno. Dvojice britských horolezců Rick Allen a Sandy Allan dokončili cestu hřebenem Mazeno. Výstup jim trval 14 dní (potom další 4 dny sestup Kinshoferovou cestou) alpským stylem. Celková délka hřebene je 16 km, na kterých se horolezci pohybují neustále ve výšce kolem 7 000 m. Trasa zůstávala otevřená 33 let od prvního pokusu v roce 1979. Od té doby došlo k dalším osmi neúspěšným pokusům himálajských legend, jakými byli Doug Scott (1992, 1993), Wojciech Kurtyka (1993, 1995, 1997), Erhard Loretan (1997) a další.
- 2016 – První zimní výstup. Mezinárodní tým ve složení Simone Moro, Alex Txikon a Ali Sadpara dosáhl 26. února vrcholu Kinshoferovou cestou.[1]
- 2018 – První ženský zimní výstup. Elisabeth Revol a Tomek Mackiewicz úspěšně vystoupili na vrchol 25. ledna. Na sestupu se ovšem dostali do potíží a Tomek Mackiewicz bohužel zemřel. Elisabeth byla zachráněna týmem polských horolezců, kteří ve stejný čas působili pod K2, a stala se tak první ženou, která v zimě stanula na vrcholu.[2]

K vrcholu Nanga Parbatu (8 125 m) vede 12 cest (včetně 2 cest, které Reinhold Messner použil jen k sestupu z hory v letech 1970 s bratrem Güntherem a 1978 sólo). Z toho dvě trasy končí na severním vrcholu (7 816 m).
V pravé části J stěny je nedokončená trasa, kterou Steve House a Bruce Miller roku 2004 vystoupili do 7 550 m. Druhá nezlezená linie v J stěně je pokus Tomaze Humara z roku 2005 (do 6 000 m) středem stěny.
Dosud nezlezená je lavinami zasypávaná S stěna. V S stěně se pokoušeli o výstup jen Italové roku 1988. Na pilíři Val Fiemme uprostřed stěny dosáhli 6 500 m.

## Československé pokusy o výstup
Myšlenka uspořádat expedici na některou z osmitisícovek se zrodila v hlavách Ivana Gálfyho a Ivana Urbanoviča koncem roku 1967, a už v lednu roku 1968 začali s prvními přípravami. Oficiální název expedice byl Tatranská expedícia Himálaje 1969/Vysoké Tatry. Jejich cílem měla být hora Gasherbrum I, ale vzhledem k uzavření pákistánské pohraniční oblasti, kde se Gasherbrum I nacházela, dostali povolení na Nanga Parbat. Horolezci si uvědomovali náročnost díky pověsti této hory, a o to intenzivněji se věnovali přípravě na Tatranskú expedíciu Himálaje 1969. Expedici tvořili slovenští horolezci Ivan Gálfy (vedoucí), Ján Horan, Jozef Koršala, Milan Kriššák, Arno Puškáš, Ivan Urbanovič st., Zdeno Vaško, Juraj Weincziller, filmaři Miloslav Filip, František Dostál, z Čech Miroslav Jaškovský a lékař Juraj Janovský. 2. dubna 1969 se tak českoslovenští horolezci poprvé vydali na expedici do Himálají, na náročný cíl Nanga Parbat. Jejich plně naložená Tatra 138 přejela přes Maďarsko, Jugoslávii, Bulharsko, Turecko, Írán, Afghánistán až do Pákistánu.
Přesun do základního tábora byl zdlouhavý a náročný. Především pro nedostatek nosičů a množství sněhu byl problém s transportem materiálu. Základní tábor byl definitivně dobudovaný 18. 5. 1969. Expedice vystupovala klasickou cestou, kterou v roce 1953 vystoupil na Nanga Parbat Herman Buhl. Postupně se přes nepřízeň počasí vybudovaly výškové tábory: I. tábor ve výšce 4470 m, II. tábor v 5300 m, III. tábor v 6120 m a IV. tábor ve výšce 6690 m.
Dne 15. 6. se pustili do zdolávaní ledové stěny Rakiotského štítu. Nepříznivé počasí však nedovolilo horolezcům postavit V. výškový tábor. Celý týden vyčkávali v třetím táboře na zlepšení počasí, ale to nepřicházelo. K vrcholovému pokusu nakonec ani nedošlo. Pokus z 27. 6. o proražení cesty výše skončil pro množství sněhu neúspěšně nad čtvrtým výškovým táborem. Kvůli končícímu povolení na výstup museli horolezci sbalit výškové tábory a slézt do základního tábora. Ten opustili 3. 7. 1969. První československá himálajská expedice skončila neúspěchem a nejvyšší dosaženou výškou bylo 6950 m na severním žebru Rakiotského štítu. Gálfy a Urbanovič později připustili, že výstup Buhlovou cestou byl příliš náročný, především kvůli podmínkám, které v daném roce na Nanga Parbat panovaly. Získali zde nicméně zkušenosti, které o 2 roky později zúročili na té stejné hoře. O tomto pokusu byl v roce 1973 natočen film Horolezci.
Druhý a zatím poslední výstup Buhlovou cestou se podařil československé expedici v roce 1971 (po neúspěšném pokusu roku 1969). Na vrchol vystoupili slovenští horolezci Michal Orolin a Ivan Fiala. Další členové výpravy vystoupili na dva z vedlejších vrcholů hory.

## Výstupy českých horolezců
- 1992 – Josef Nežerka, Josef Rakoncaj – Kinshoferovou cestou v Z stěně
- 2005 – Radek Jaroš – Kinshoferovou cestou v Z stěně
- 2012 – Marek Holeček a Zdeněk Hrubý. Výstup na vrchol Kinshoferovou cestou v Diamirské stěně v rámci aklimatizace na prvovýstup Rupalskou stěnou.
- 2018 – Pavel Kořínek, Pavel Bém, Radoslav Groh, a poté Tomáš Kučera, Pavel Burda a Lukáš Dubský. Výstup na vrchol Kinshoferovou cestou v Diamirské stěně.
- 2018 – neúspěšně Tomáš Petreček, Marek Holeček, novou cestou v Rupalské stěně, skončili 300 výškových metrů pod vrcholem kvůli uragánu[4]
- 2025 – po neúspěšném pokusu o výstup na vrchol při sestupu zahynula česká horolezkyně Klára Kolouchová.[5]

## Masakr v roce 2013
Ozbrojenci v Pákistánu zabili skupinu turistů, kteří chtěli vystoupat na devátou nejvyšší horu světa Nanga Parbat. Místní policie potvrdila, že mezi oběťmi jsou tři Ukrajinci (Igor Svergun, Badavi Kašajev a Dmytr Koňajev), dva Slováci (Anton Dobeš a Peter Šperka), dva Číňané (Jang Čchun-feng a Žao Ťian-feng), Litevec (Ernestas Markšaitis), Nepálec (Sona Šerpa) a Číňan s americkým občanstvím (Čchen Chong-lu).
Útok se odehrál 23. června 2013 kolem jedné hodiny ranní místního času (kolem 04:00 SELČ) v odlehlém turistickém středisku správní oblasti Gilgit-Baltistán nedaleko základního tábora pod sněhem pokrytou horou Nanga Parbat. „Neznámí lidé vnikli do hotelu, kde přespávali zahraniční turisté, a začali střílet,“ řekl agentuře Reuters policejní důstojník Alí Šér. „Zabili deset zahraničních turistů a uprchli.“ Podle informací agentury AP ozbrojenci měli na sobě policejní uniformy. K útoku se v telefonátu agentuře Reuters přihlásila pákistánská militantní skupina Džundulláh. „Tito cizinci jsou naši nepřátelé a my se hrdě hlásíme k odpovědnosti za jejich zabití. V budoucnu budeme v podobných útocích pokračovat,“ řekl mluvčí skupiny Ahmad Marvát. Stejná skupina se přihlásila k sérii útoků na příslušníky šíitské menšiny v severním Pákistánu včetně přepadení autobusu v únoru 2012, při němž ozbrojenci zabili 18 cestujících. Je to ale vůbec poprvé, co v této oblasti známé svou přírodní krásou byli napadeni zahraniční turisté. Naopak podle agentur AP a AFP se k masakru přihlásila pákistánská odnož radikálního hnutí Tálibán jako k odvetě za květnový útok amerického bezpilotního letounu, při kterém byl zabit její druhý nejvyšší velitel Valí Rahmán. Pákistánský Táliban chtěl podle prohlášení svého mluvčího zabíjením cizincům světu vzkázat, aby se zasadil za ukončení útoků amerických bezpilotních letounů.